# Автошлях США 66

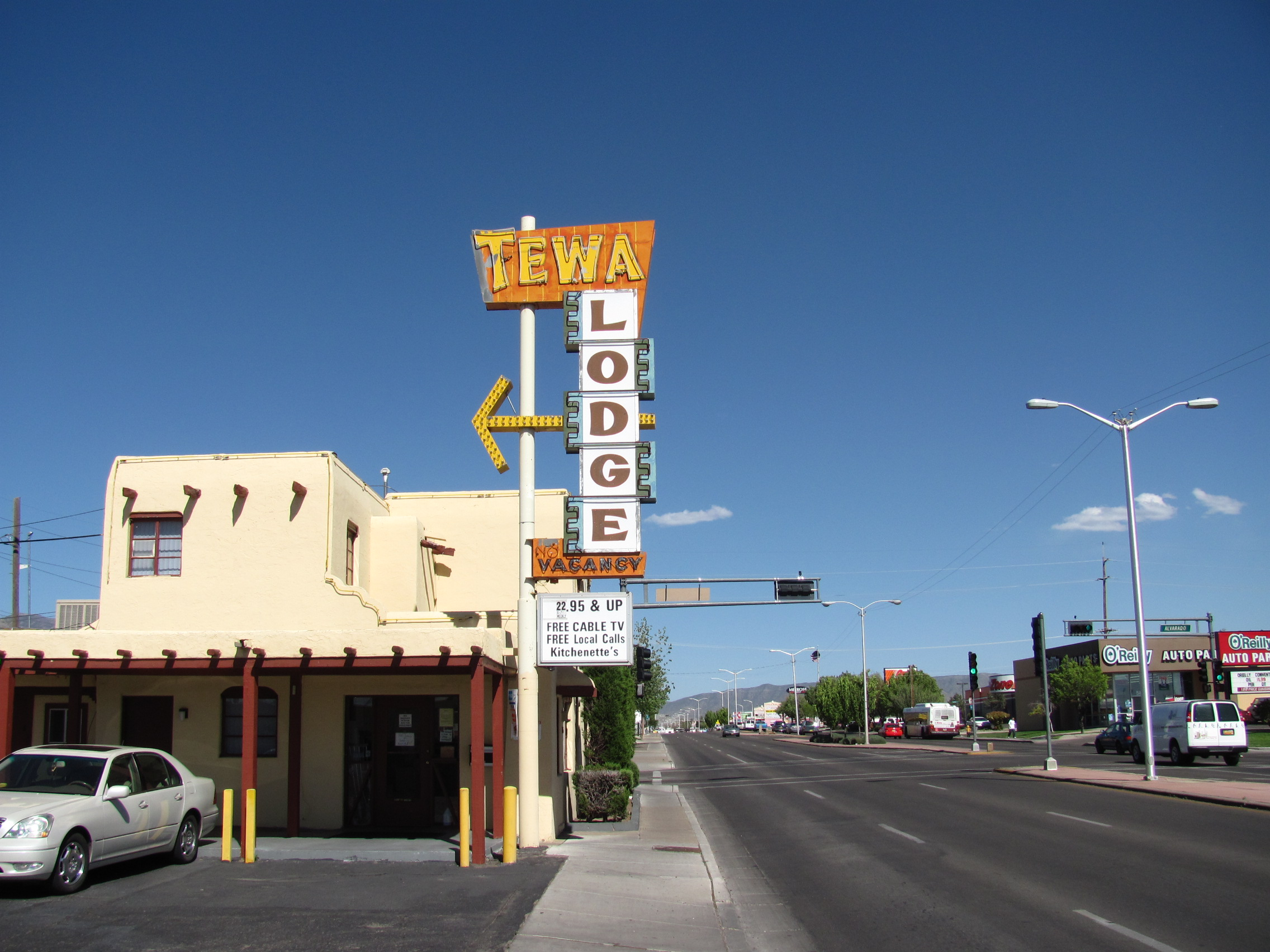

Автошлях США 66 (U.S. Route 66, Route 66, US 66; також відоме як Шосе Вілла Роджерса (Will Rogers Highway, в розмовній мові також відоме як «Головна вулиця Америки» або «Мати доріг») — одне з перших шосе в системі шосе США.

## Історія
Шосе 66 було відкрито 11 листопада 1926 року. Тим не менш, дорожні знаки були відсутні до 1927 року, а повне асфальтове покриття дорога отримала у 1936 році.
Шосе спочатку починалося в Чикаго, штат Іллінойс, проходячи через штати Міссурі, Канзас, Оклахома, Техас, Нью-Мексико, Аризона, і закінчувалося в Лос-Анджелесі, штат Каліфорнія, охоплюючи в цілому 3940 кілометрів (2448 миль). У масовій культурі отримало популярність в 50-60-і роки XX століття завдяки популярним пісням, які стали хітами, а також телесеріалам.
Шосе 66 зазнало безліч змін: мінялися ділянки доріг та загальна довжина шосе. Більшість з виправлень були спрямовані на прискорення руху, підвищення безпеки і на створення об'їздів навколо великих міст. Одна з таких змін перемістило західний кінець шосе далі на захід з центру Лос Анджелеса в Санта Моніку.

## Шосе 66 в сучасній культурі

### Фільми
- Грона гніву (англ. The Grapes of Wrath), США, 1940
- Шосе 66 (англ. Route 66), США, 1960–1964 (Серіал)
- Безтурботний їздець (англ. Easy rider), США, 1969
- Закусочна на шосе 66 (англ. Roadhouse 66), США, 1984
- Тачки (англ. Cars), США, 2006 (Мультфільм)
- Втеча (англ. Prison Break), США, 2005–2009 (Серіал)
- Надприродне (англ. Supernatural), США (Серіал)
- Мій єдиний (), США, 2009.

### Музика
Однією з найпопулярніших пісень про шосе 66 є пісня Боббі Траупа — « (Get Your Kicks On) Route 66», також звана просто «Route 66». Пісня була написана 1946 року і спочатку записана тріо Нета Кінга Коула. Також вона входила до репертуару багатьох виконавців, включаючи Чака Беррі, The Rolling Stones і Depeche Mode.

### Згадки в фільмах
- У фільмі Generation P на пейджер головного героя приходить послання: «Welcome to Route 666»

## Цікавий факт
- 2014-го року на кількасотметровій ділянці магістралі у межах штату Нью-Мексико було створено комбінацію жолобків у дорожньому покритті, вібрація від яких на швидкості 45 миль на годину звучить як мелодія пісні «America the Beautiful»[1].